# Birkenheide

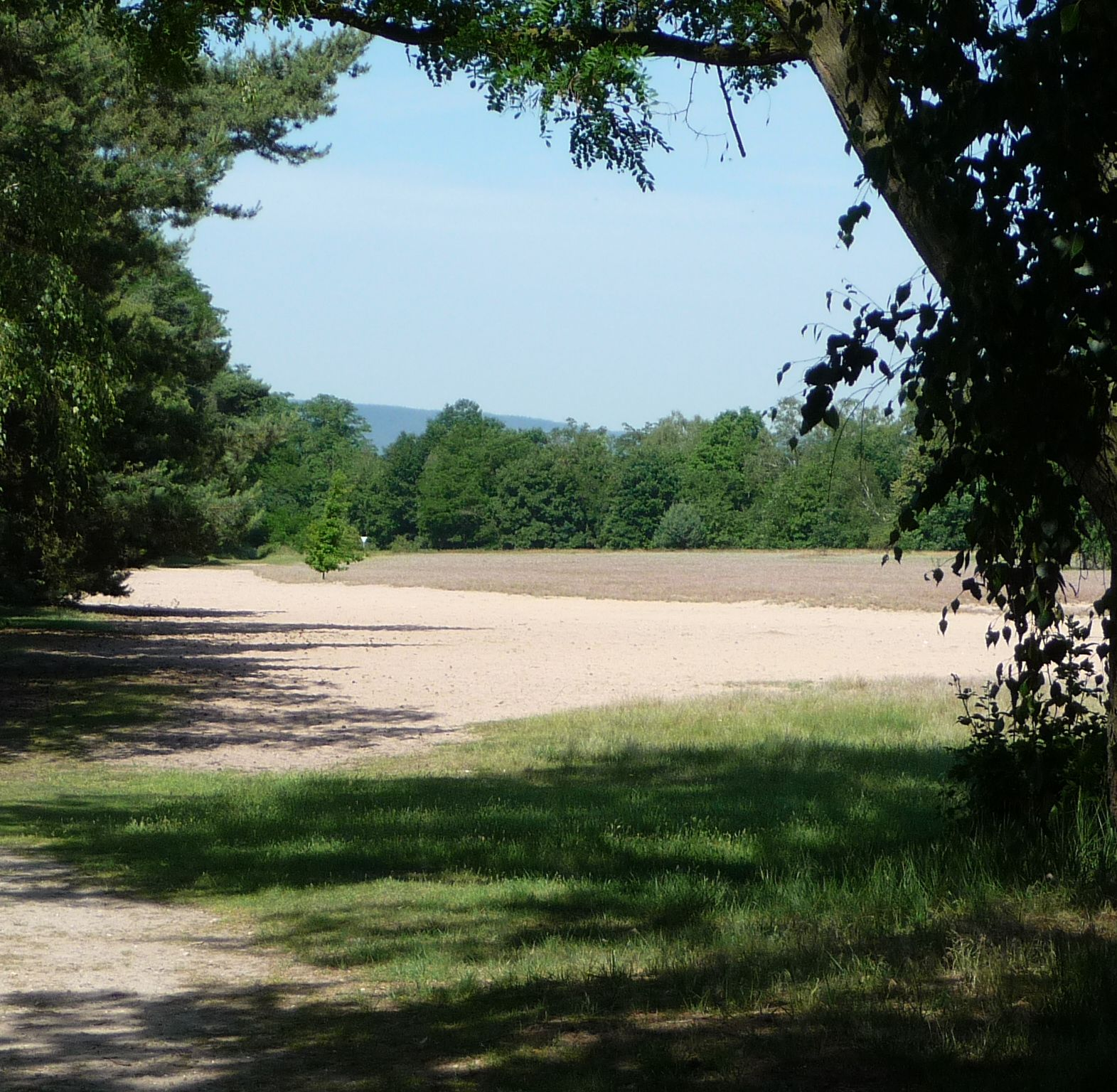
Landschaftsbild von Birkenheide

Birkenheide ist eine Ortsgemeinde im Rhein-Pfalz-Kreis in Rheinland-Pfalz. Sie gehört der Verbandsgemeinde Maxdorf an, innerhalb derer sie die am weitesten westlich liegende und gemessen an der Fläche die kleinste Ortsgemeinde darstellt.

## Geographie
Birkenheide liegt etwa zehn Kilometer westlich von Ludwigshafen in der Pfalz. Unmittelbar westlich schließt sich bereits der Landkreis Bad Dürkheim an. Angrenzende Gemeinden – von Norden im Uhrzeigersinn – sind Weisenheim am Sand, Lambsheim, Maxdorf, Fußgönheim, Ellerstadt, Bad Dürkheim und Erpolzheim.
Die Isenach bildet die nördliche Gemarkungsgrenze; in diesem Bereich nimmt sie von rechts den Seegraben auf, in den zuvor wiederum von links der Albertgraben mündet. Alle drei Gewässer verlaufen abseits des Siedlungsgebiets.

## Geschichte
1936 wurde die Großsiedlung Hundertmorgen von dem NS-Einheitsverband Deutsche Arbeitsfront auf einem Landstrich errichtet, der seit Jahrhunderten zwischen Lambsheim und Weisenheim am Sand umstritten war. Er gehörte einmal zu dem untergegangenen Dorf Eyersheim. Für 528 Personen angelegt, wurde die Siedlung zunächst von Weisenheim aus verwaltet. Die ersten Häuser befanden sich östlich des 1952 angelegten Friedhofs im Norden der jetzigen Gemeinde. 1939 wurde durch die Bebauung des heutigen Ortskerns mit größer angelegten Ein- und Zweifamilienhäusern die Siedlung erweitert.
Nach Kriegsende 1946 war die Einwohnerzahl auf etwa 1200 Menschen angewachsen, vor allem durch Zuwanderer und Flüchtlinge, die in Behelfswohnheimen im Nordosten des Ortes untergebracht wurden. Immer noch fehlten aber jegliche öffentliche Einrichtungen, man bezeichnete die Siedlung als das „vergessene Dorf“.
Am 1. Oktober 1952 wurde aus der Siedlung die selbständige Gemeinde Birkenheide, die zunächst dem Landkreis Neustadt an der Weinstraße angehörte. Sie wurde zusammengesetzt aus Gebietsteilen der Gemarkungen Weisenheim am Sand, Bad Dürkheim, Lambsheim und Ellerstadt.
Erste Bürgermeisterin war Albertine Scherer. Es entstanden sehr bald eine eigene Volksschule, Kindergärten, Feuerwehrhaus und sonstige kommunale Einrichtungen. Die Behelfswohnheime wurden von 1964 bis 1970 durch Wohnblocks und Reihenhäuser ersetzt.
Im Zuge der ersten rheinland-pfälzischen Verwaltungsreform wechselte der Ort 1969 in den Landkreis Ludwigshafen am Rhein, der seit 2004 Rhein-Pfalz-Kreis heißt.
1970 schloss Birkenheide mit Ludwigshafen einen Eingemeindungsvertrag, der allerdings von Maxdorf und der rheinland-pfälzischen Landesregierung abgelehnt wurde. Eine Klage blieb erfolglos. 1983 wurde das Dorfgemeinschaftshaus erbaut. 1972 wurde der Ort der neugeschaffenen Verbandsgemeinde Maxdorf zugeordnet.

## Religion

### Konfessionsstatistik
Am 31. Oktober 2014 waren 36,1 % der Einwohner evangelisch und 28,3 % katholisch. Die übrigen 35,6 % gehörten einer anderen Glaubensgemeinschaft an oder waren konfessionslos. Die Zahl der Katholiken und vor allem die der Protestanten ist seitdem gesunken. Derzeit (Stand 31. Oktober 2022) sind von den Einwohnern 28,4 % evangelisch, 24,4 % katholisch und 47,2 % sind konfessionslos oder gehören einer anderen Glaubensgemeinschaft an.

### Kirchen

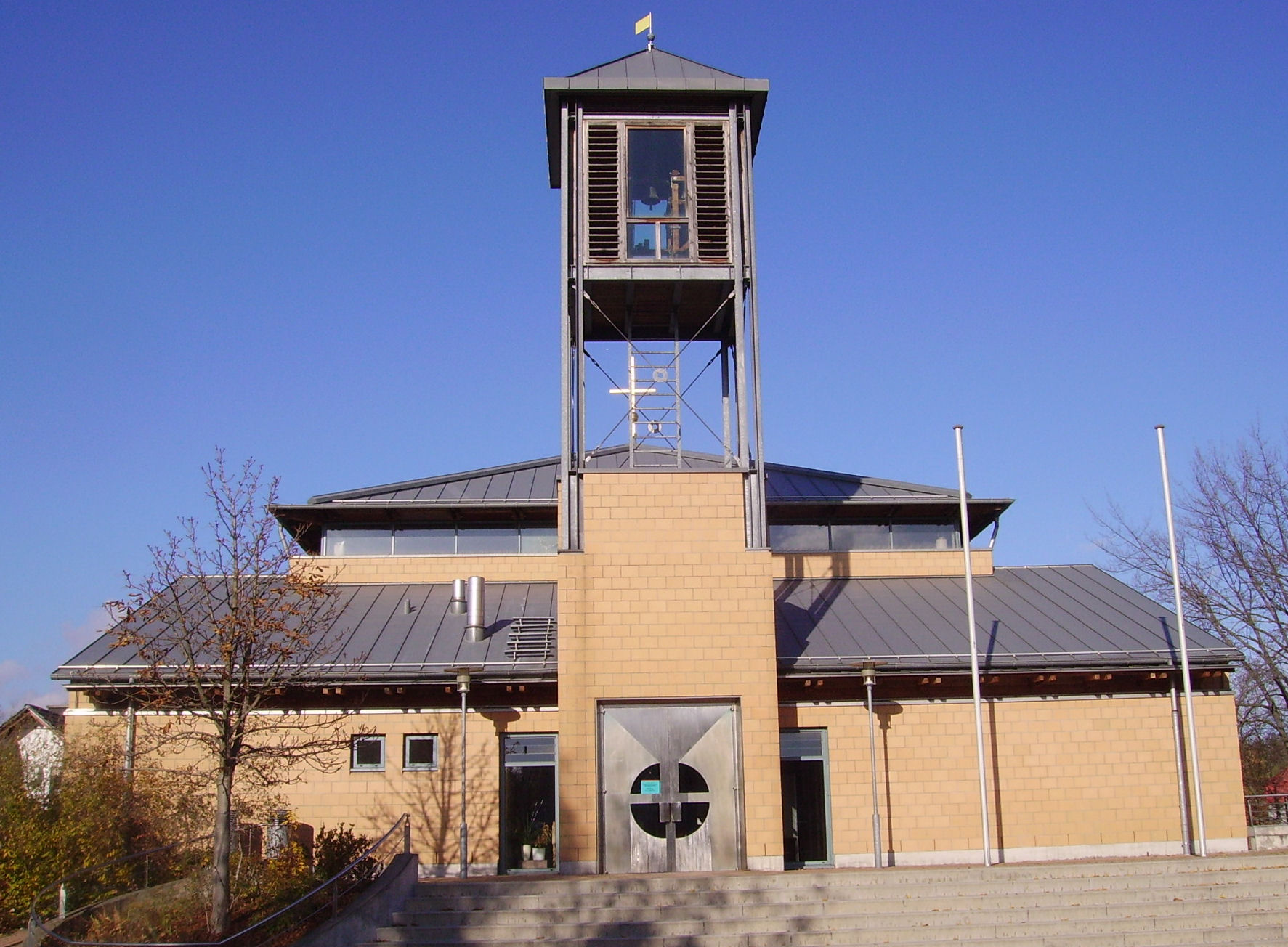
Katholische Kirche

Die 1951 erbaute protestantische Pfarrkirche entstammte einem Notkirchenprogramm der Nachkriegszeit von Otto Bartning. Als eine der wenigen der etwa 50 erbauten Kirchen ist diese noch relativ unverändert erhalten geblieben und steht deshalb unter Denkmalschutz. Die Atmosphäre des Kirchenraums wird durch die Holzbauweise und den als Fensterfront ausgeführten Giebel geprägt. Der Altar befindet sich in einem verschließbaren Wandschrank, dadurch kann die Kirche auch für profane Zwecke genutzt werden. Bis 2018 bildete sie mit der Johanneskirche im benachbarten Maxdorf eine gemeinsame Pfarrstelle.
Die erste katholische Kirche wurde 1968 aus Holz erbaut, musste aber wegen Baufälligkeit 1995 durch die neue Pfarrkirche St. Josef der Arbeiter in Birkenheide ersetzt werden. Der Backsteinbau beinhaltet Versammlungs- und Jugendräume.

## Politik

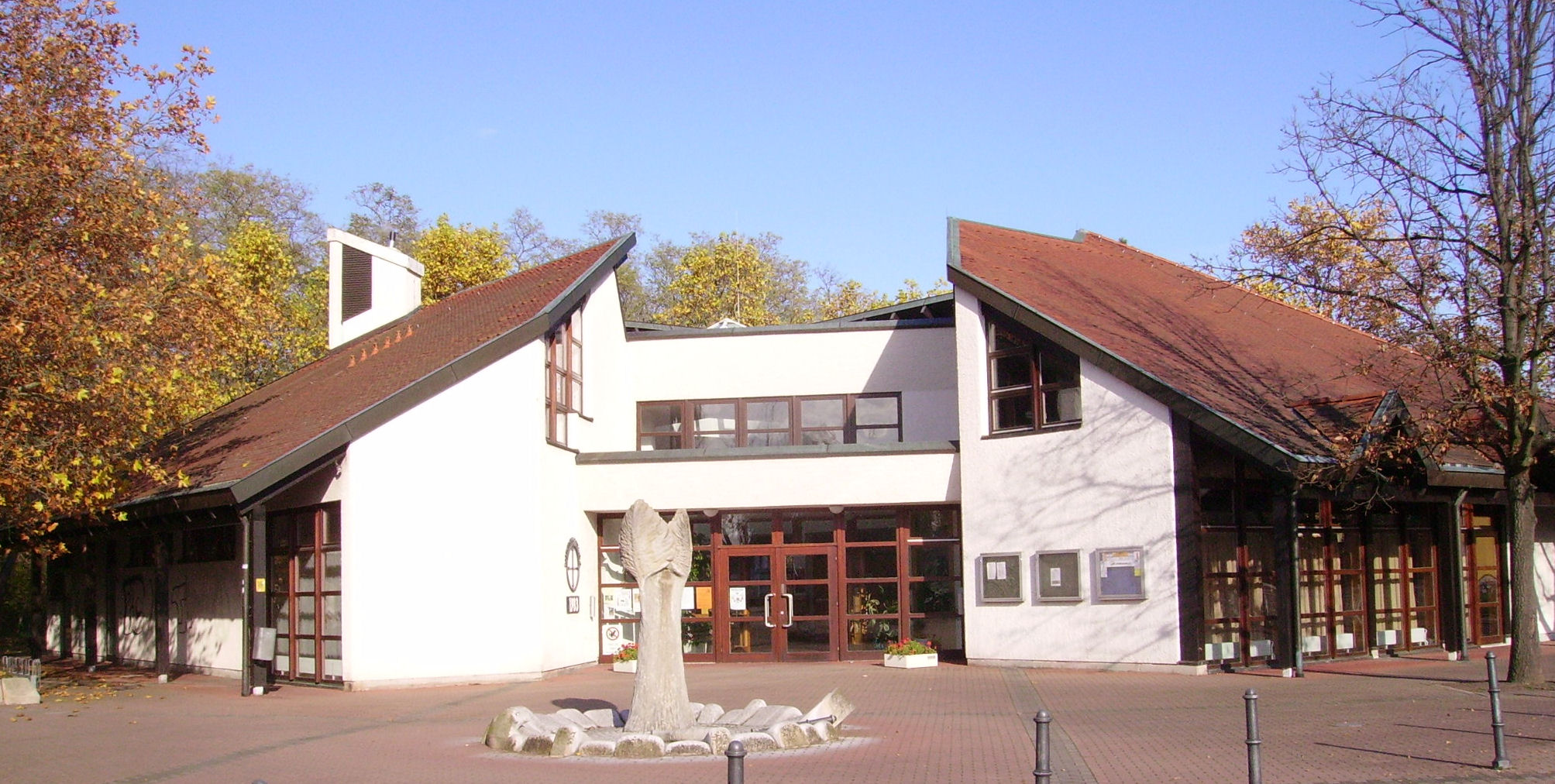
Dorfgemeinschaftshaus

### Gemeinderat
Der Gemeinderat in Birkenheide besteht aus 20 Ratsmitgliedern, die bei der Kommunalwahl am 9. Juni 2024 in einer personalisierten Verhältniswahl gewählt wurden, und dem ehrenamtlichen Ortsbürgermeister als Vorsitzendem.
Die Sitzverteilung im Gemeinderat:
| Wahl | SPD | CDU | FDP | FWG | Gesamt |
| ---- | --- | --- | --- | --- | ------ |
| 2024 | 4   | 16  | –   | –   | 20     |
| 2019 | 5   | 11  | –   | 4   | 20     |
| 2014 | 8   | 9   | –   | 3   | 20     |
| 2009 | 9   | 11  | –   | –   | 20     |
| 2004 | 7   | 12  | 1   | –   | 20     |

### Bürgermeister
| Ortsbürgermeister von Birkenheide seit 1999 | Ortsbürgermeister von Birkenheide seit 1999 | Ortsbürgermeister von Birkenheide seit 1999 | Ortsbürgermeister von Birkenheide seit 1999 |
| Amtszeit                                    | Name                                        | Partei                                      |                                             |
| ------------------------------------------- | ------------------------------------------- | ------------------------------------------- | ------------------------------------------- |
| 1999–2014                                   | Rainer Reiß                                 | CDU                                         |                                             |
| 2014–2019                                   | Siegmund Hein                               | SPD                                         |                                             |
| 2019–2021                                   | Rainer Reiß                                 | CDU                                         |                                             |
| 2021–2024                                   | Juliane Popp                                | parteilos                                   |                                             |
| ab 2024                                     | Gary Kuhn                                   | CDU                                         |                                             |

Gary Kuhn (CDU) wurde am 8. Juli 2024 Ortsbürgermeister von Birkenheide. Bei der Direktwahl am 9. Juni 2024 war er ohne Gegenkandidat mit 86,1 % zum neuen Bürgermeister gewählt worden.
Kuhns Vorgängerin Juliane Popp (parteilos, CDU-Kandidatin) hatte das Amt am 4. Oktober 2021 übernommen, nachdem sie bereits seit Mai als bisherige Erste Beigeordnete die Amtsgeschäfte geführt hatte, da der 2019 gewählte Ortsbürgermeister Rainer Reiß verstorben war. Bei der Direktwahl am 26. September 2021 wurde sie mit einem Stimmenanteil von 66,6 % für die restliche Wahlperiode zur Ortsbürgermeisterin gewählt.

### Wappen
| Wappen von Birkenheide | Blasonierung: „Von Schwarz und Gold geteilt, oben drei silberne Birkenbäume, unten ein rotes Mühlrad.“ |
| Wappen von Birkenheide | Wappenbegründung: Die Birken verweisen redend auf den Ortsnamen und das Mühlrad erinnert an die Eyersheimer Mühle bzw. das ehemals zugehörige Dorf Eyersheim, auf dessen Flurgemarkung Birkenheide entstand. Die Farben Schwarz und Gold verweisen auf die Kurpfalz, Gold und Rot auf Weisenheim am Sand. Es wurde 1979 von der Bezirksregierung Neustadt genehmigt. |

## Kultur und Sehenswürdigkeiten

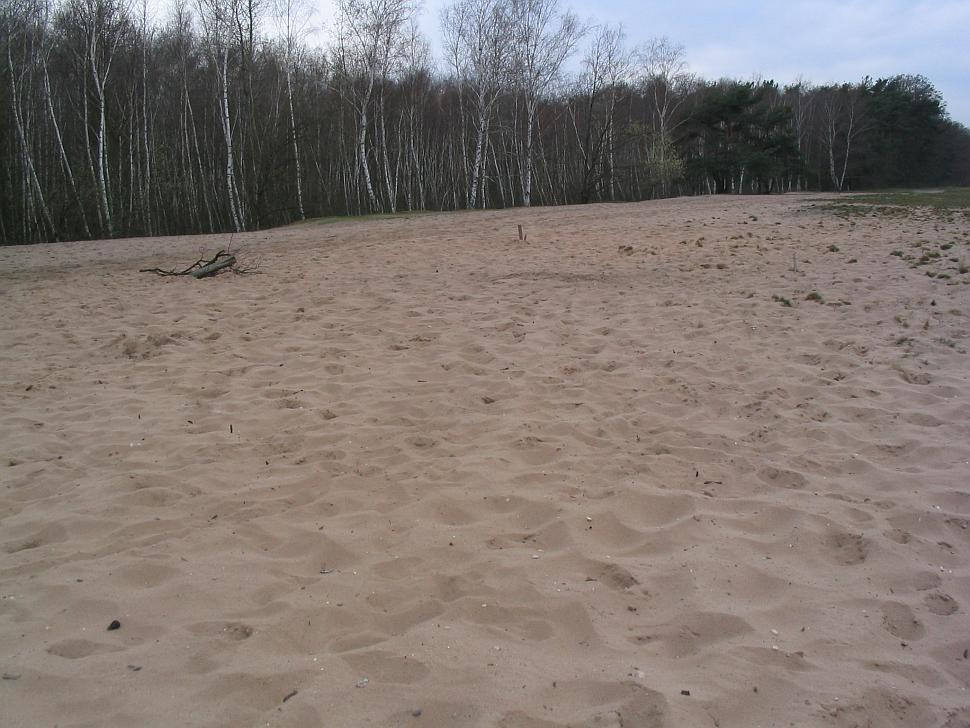
Naturdenkmal Silbergrasflur

### Natur- und Kulturdenkmäler
Das 1987 ausgewiesene Naturdenkmal Silbergrasflur ist ein südlich der Ortslage gelegener Sandmagerrasen, der Lebensraum für spezialisierte Insekten- und Pflanzenarten wie die Kreiselwespe und die Dünenameisenjungfer sowie das namengebende Silbergras ist. Einziges Kulturdenkmal vor Ort ist die protestantische Lukaskirche.

### Zoo
Der Tierpark Birkenheide wurde 1964 eröffnet und hält rund 50 Tierarten.

### Regelmäßige Veranstaltungen
- Zu Beginn jeden Jahres veranstaltet der Karnevalsclub „Die Kraniche“ zwei Prunksitzungen im Dorfgemeinschaftshaus in Birkenheide.
- Jedes Jahr am 30. April findet ein Tanz in den Mai im Dorfgemeinschaftshaus statt.
- Alle zwei Jahre wird im Sommer das Dorffest auf dem neugestalteten Dorfplatz veranstaltet. Die Bewirtung und die Gestaltung des Rahmenprogramms werden von den vielen Birkenheidener Vereinen unterstützt. Im Wechsel hierzu findet auch alle zwei Jahre die Veranstaltung „Birkenheide musiziert“ statt, an der unter anderem der Volkschor Birkenheide, die fidelen Kraniche und der Musikzug Birkenheide teilnehmen.
- Im August jeden Jahres wird in der Gemeinde Kerwe gefeiert.
- Am Wochenende vor dem ersten Advent veranstaltet der Heimat- und Kulturverein einen Weihnachtsmarkt mit vielen Ausstellern aus der Umgebung.
- Anfang der Sommerferien veranstaltet der Musikzug Birkenheide ein Musikfest mit Vereinen aus der Umgebung.

### Vereine
Birkenheide verfügt zusammen mit dem Nachbarort Frankenstein über eine Ortsgruppe des CVJM, die 2023 88 Mitglieder umfasste und im Landesverband CVJM Pfalz organisiert ist.

## Wirtschaft und Infrastruktur

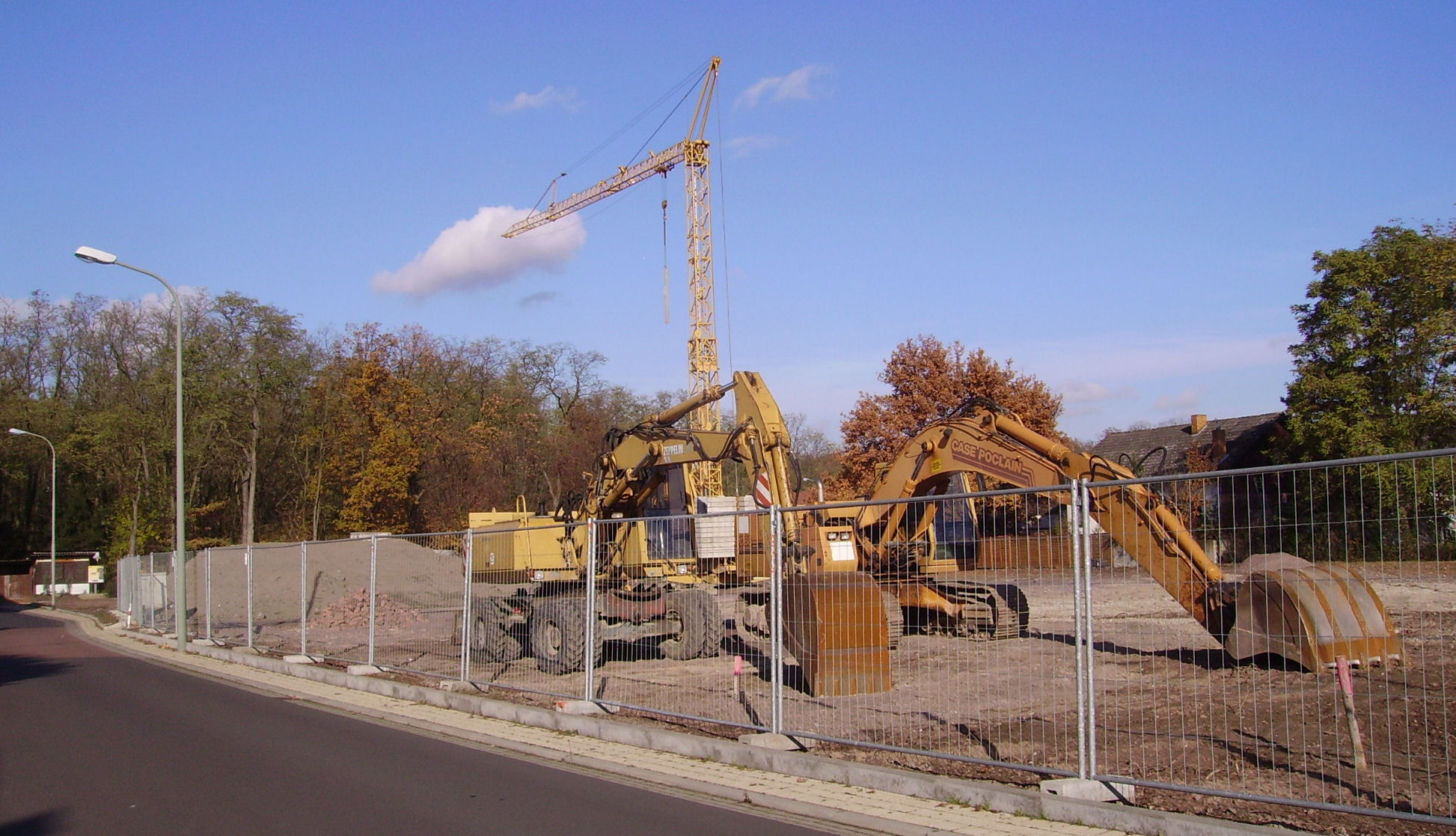
Baustelle in Birkenheide 2008

### Wirtschaft
Ursprünglich besaß die Kreissparkasse Grünstadt vor Ort eine Filiale, die in den 1970er Jahren von der damaligen Kreissparkasse Ludwigshafen am Rhein übernommen wurde und die seit 2013 zur Sparkasse Vorderpfalz gehört.

### Verkehr
Südlich von Birkenheide verläuft die Bundesautobahn 650 (Bad Dürkheim–Ludwigshafen). In die umliegenden Orte führen Busverbindungen in Form der von PalatinaBus betriebenen Buslinien 483 nach Wachenheim an der Weinstraße und 484 nach Maxdorf an das Nahverkehrsnetz angebunden. In Maxdorf, Fußgönheim und Ellerstadt sind Haltestellen der Stadtbahnlinie Bad Dürkheim–Ludwigshafen, die von der Rhein-Haardtbahn und seit 2005 von der Rhein-Neckar-Verkehr betrieben wird. Birkenheide gehört zum Tarifgebiet des Verkehrsverbunds Rhein-Neckar.
Mitten durch die Gemeinde verläuft die Landesstraße 527, die in westliche Richtung eine Verbindung mit Deidesheim und nach Osten Ludwigshafen herstellt. Mitten auf der Gemarkungsgrenze zu Maxdorf zweigt von ihr die Landesstraße 554 nach Weisenheim am Sand ab.

### Bildung

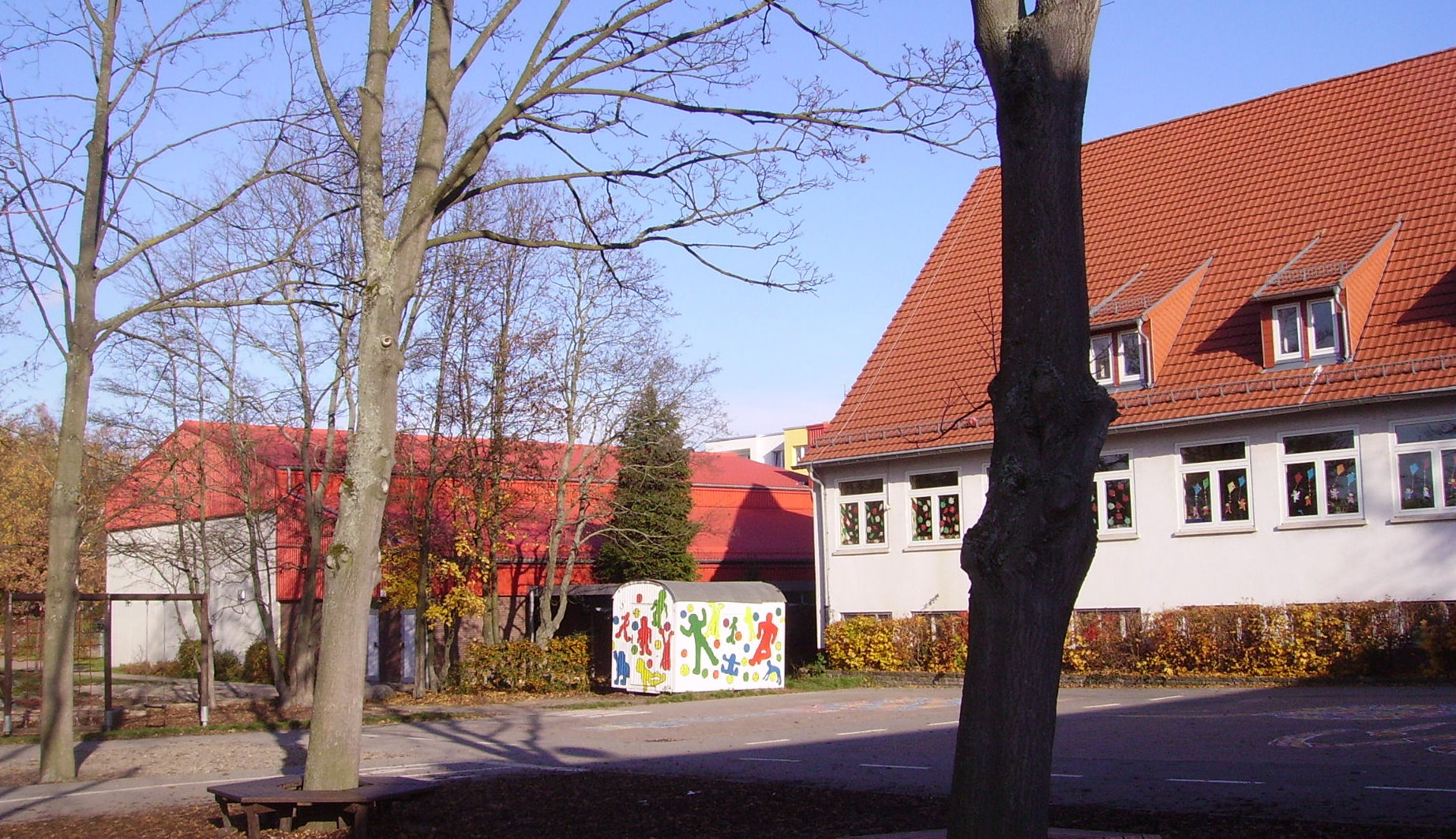
Schule

In Birkenheide existieren zwei Kindergärten beziehungsweise -tagesstätten und eine Grundschule mit Bücherei.

### Behörden
Die Gemeinde gehört zum Zuständigkeitsbereich des Amtsgericht Ludwigshafen am Rhein.

### Tourismus
Durch Birkenheide verläuft der Salier-Radweg.

## Persönlichkeiten
- Lothar Zirngiebl (1902–1973), Entomologe und Schulleiter, war von 1949 bis 1962 in Birkenheide Hauptlehrer und Schulleiter
- Friedrich Wilhelm Schilling (1914–1971), Glockengießer, schuf 1969 drei Glocken für die örtliche St.-Josef-Kirche
- Kim Schiele, 2020 Teilnehmerin der zweiten Staffel von Beauty & The Nerd